# Waisenhaus Oettingen

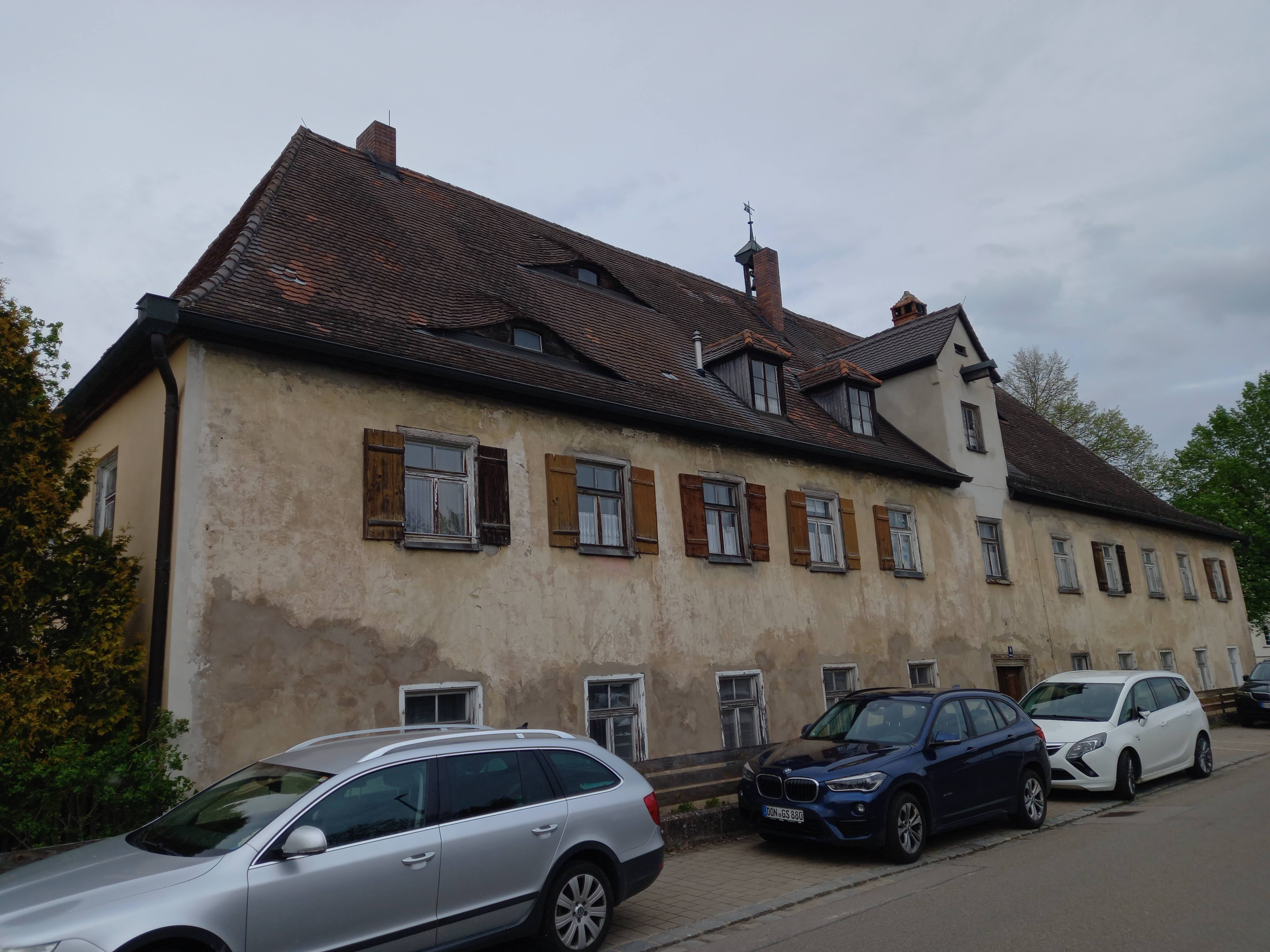
Südansicht

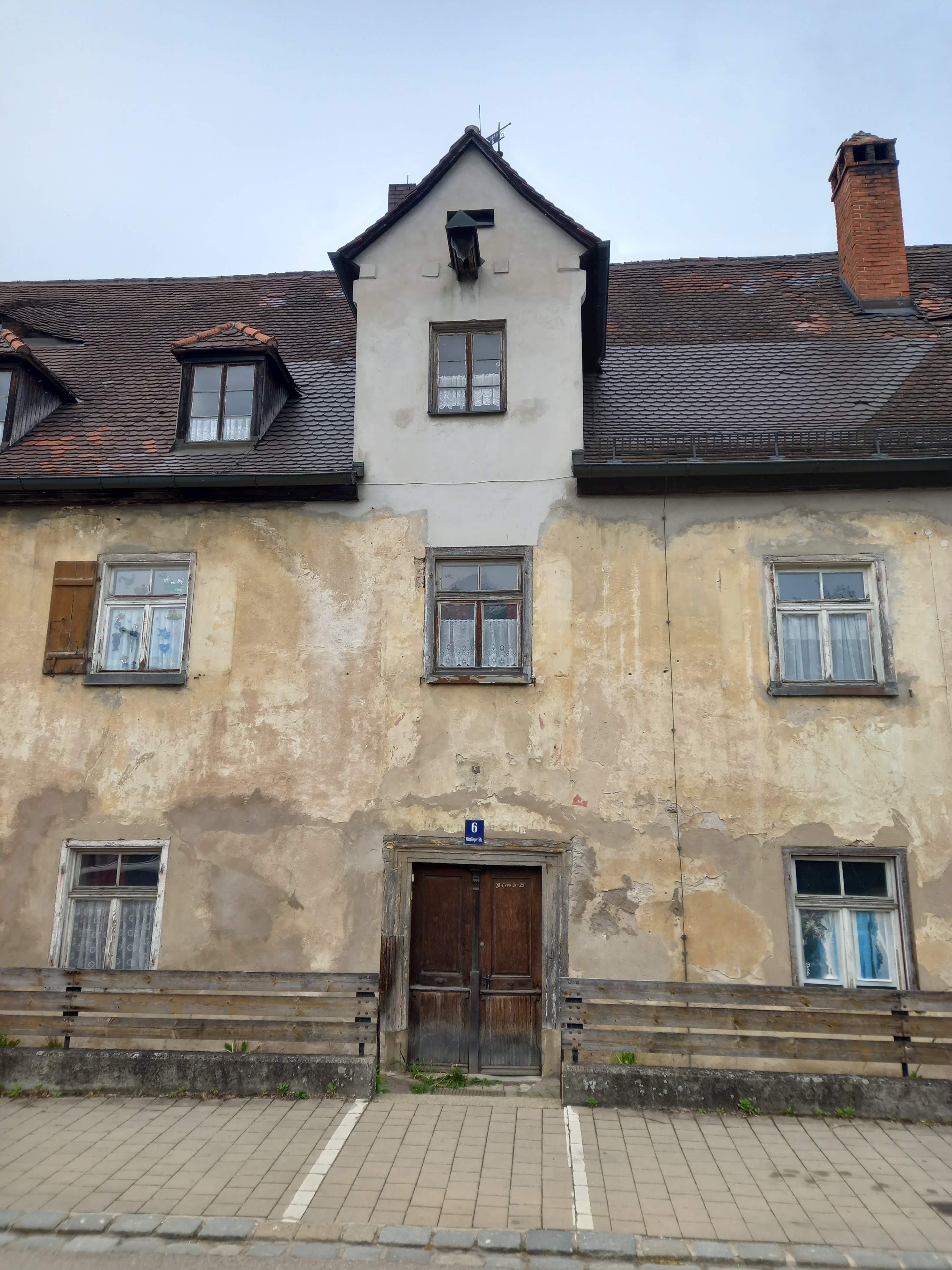
Aufzugsgiebel

Das Gebäude des ehemaligen evangelischen Waisenhauses befindet sich in der Nördlinger Straße 6 in Oettingen in Bayern, einer Stadt im schwäbischen Landkreis Donau-Ries von Bayern. Das Bauwerk ist beim Bayerischen Landesamt für Denkmalpflege in der Liste der Baudenkmäler in Oettingen in Bayern als Baudenkmal unter der Nr. D-7-79-197-74 eingetragen.

## Geschichte
Am 15. November 1714 wurde das lutherische Waisenhaus in der Nördlinger Straße 6 offiziell eröffnet und eingeweiht. Das Gebäude dazu war bereits 20 Jahre zuvor als Spital gegründet worden. Den Grundstein für das nun als Waisenhaus genutzte Gebäude legte der Oettinger Generalsuperintendent, Oberhofprediger und Pfarrer von St. Jakob Friedrich Heinrich Camerer (* 1663, † 1715). Er war ein Nachfahre des berühmten Gelehrten Joachim Camerarius dem Älteren. Unterstützt wurde er in seinem Vorhaben von Fürst Albrecht Ernst II. von Oettingen-Oettingen, dem Hochfürstlichen Oettingischer Hof- und Consistorialrat, Christoph Michael Erich und der Oberhofmeisterin Freifrau Maria Barbara von Neuhaus die umfangreiche finanzielle Unterstützung leistete. Die ersten sechs Bewohner die an diesem Tag offiziell einzogen waren je drei Mädchen und drei Knaben. Sie sind sogar namentlich überliefert. Es waren dies Johann Michael Wilhelm aus Hainsfarth, Ge. Sebastian Holzmann aus Dentlein, Johann Gemmerle aus Harburg, Sophia Dor. Schmid aus Oettingen, Maria Wendisch von Holzkirchen, Maria Rosina Meyerhofer von Oettingen. Nach dem Tod Cramerers 1715 wurde die Inspektion des Waisenhauses an den schwer erkrankten Hochfürstlichen Oettingischer Hof- und Consistorialrat, Christoph Michael Erich übertragen der 1719 verstarb. Danach übernahm der Hochfürstliche Oettingische General Superintendent,Tobias Wasser die Leitung des Instituts.
Ein außergewöhnliches Ereignis fand am 14. November 1716 statt, also fast genau am zweijährigen Jahrestag der Eröffnung des Waisenhauses. Eine Kräuterfrau wollte den Waisenkindern die Kräuterkunde näherbringen und führte sie dafür in ein nahegelegenes Waldstück. Beim Herausstechen eines Gänseblümchens kamen plötzlich zwei Münzen zum Vorschein. Zwei Jungen stachen daraufhin mit einem Messer tiefer in den Boden, wobei weitere Münzen zutage traten. Die abergläubische Kräuterfrau erschrak und verließ den Wald mit den Kindern. Die beiden Jungen jedoch blieben zurück. Mit Hilfe einer Hacke gruben sie noch tiefer und fanden verschiedene Münzen, die zwischen 1623 und 1637 geprägt worden waren. Vermutlich wurden diese während des Dreißigjährigen Krieges dort versteckt. Der Wert der ausgegrabenen Münzen belief sich auf die stolze Summe von 32 flandrischen Gulden. Zum Vergleich verdiente zu dieser Zeit ein durchschnittlicher Handwerker etwa 20 bis 30 Gulden pro Jahr!
1718 kündigte sich hoher Besuch im Waisenhaus an. Generalintendant Tobias Wasser hatte den Pietisten August Hermann Francke nach Oettingen eingeladen. Nach Besuch Franckes vom 20. bis 23. Februar 1718 unterstützte dieser eine umfangreiche Erweiterung des Gebäudes. 1870/71 bekam Oettingen auch ein katholisches Waisenhaus. Dies wurde in der Ledergasse 20 errichtet, Anfang des 20. Jahrhunderts nach Süden und 2024 mit einem modernen Anbau nach Osten erweitert. Es dient noch heute als Kinderheim.
Das ehemalige evangelische Waisenhaus wird heute als Wohnhaus genutzt.

## Architektur
Das Gebäude ist ein gewaltiger zweigeschossiger Walmdachbau mit Dachreiter und 11 zu 3 Fensterachsen. Das Gebäude wird mittig durch einen Aufzugsgiebel geteilt. Links des Zwerchhauses befinden sich sowohl Satteldach- als auch Fledermausgauben. Es wurde 1694 als Spital im Stil des Barock errichtet und 1714 zu einem Waisenhaus umgebaut. Auf Fassadenschmuck wurde verzichtet. Das Gebäude ist heute in renovierungsbedürftigem Zustand.

## Denkmalschutz
Das Gebäude steht mit der Akten-Nummer D-7-79-197-74 unter Baudenkmalschutz.